# Warp-Antrieb
Unter einem Warp-Antrieb (englisch to warp „verzerren“, „krümmen“) versteht man einen hypothetischen Antriebsmechanismus, der Reisen mit Überlichtgeschwindigkeit durch gezieltes Krümmen der Raumzeit ermöglicht. Warp-Antriebe sind in verschiedener Ausführung aus der Science-Fiction-Literatur bekannt, wo sie Voraussetzung für interstellare Raumfahrt sind.
Die Vereinbarkeit dieses Antriebskonzepts mit der allgemeinen Relativitätstheorie ist umstritten. In der physikalischen Fachliteratur wird diese Möglichkeit diskutiert, wobei die Autoren zu unterschiedlichen Ergebnissen gelangen.

## Warp-Antrieb in der Science-Fiction

### Hintergrund
Die Schauplätze von Science-Fiction-Erzählungen befinden sich oft in Planetensystemen, Nebeln oder Galaxien, die viele Lichtjahre voneinander entfernt sind. Um die Handlung schlüssig darzustellen, wird eine Antriebsart benötigt, die Reisen über astronomisch große Entfernungen in einer nach menschlichen Maßstäben kurzen Zeit ermöglicht. Dazu ist eine Fortbewegung mit einem Vielfachen der Lichtgeschwindigkeit notwendig, was aber nach den Aussagen der Relativitätstheorie – dem heute allgemein anerkannten und vielfach experimentell bestätigten Stand der Wissenschaft – unmöglich ist. Unter anderem folgt aus der Relativitätstheorie, dass für eine Fortbewegung mit Lichtgeschwindigkeit unendlich viel Energie benötigt würde.
Der Warp-Antrieb löst dieses Dilemma gemäß Darstellung in der Science-Fiction-Literatur, indem er statt einer Bewegung durch Raum und Zeit die Raumzeit selbst so verändert, dass ein Raumschiff in relativ kurzer Zeit extrem große Entfernungen zurücklegt, ohne sich mit hoher Geschwindigkeit bewegt zu haben. So lässt er die fiktiven Handlungen plausibel erscheinen.
Ungelöst bleibt (und wird gewöhnlich nicht erwähnt), dass bei Überlichtgeschwindigkeit die zeitliche Reihenfolge nicht für alle Beobachter gleich ist (Relativität der Gleichzeitigkeit). Aus Sicht eines Dritten in einem deutlich anderen Bezugssystem würden sich die Reisenden rückwärts durch die Zeit bewegen; sie kämen früher an, als sie losgeflogen sind.

### Begriffsgeschichte
Der Science-Fiction-Autor Gene Roddenberry griff für seine Fernsehserie Star Trek auf das Konzept des Warp-Antriebs zurück, um die Bewältigung großer Entfernungen zu anderen Sternensystemen zu beschreiben (→ Warp-Antrieb bei Star Trek). Der Begriff ist heute in der Science-Fiction allgemein bekannt, wird aber je nach Autor unterschiedlich ausgelegt. Auch wenn das Konzept eines die Raumzeit verzerrenden Antriebs heute allgemein mit Star Trek assoziiert wird, ist die grundlegende Idee älter. So beschrieb bereits Chester S. Geier in seinem 1948 erschienenen Roman The Flight of the Starling einen ähnlichen Antrieb – dort als „Warp-Generator“ bezeichnet:

“[The warp-generators] … create a warp in space around the ship … a moving ripple in the fabric of space.”

„[Die Warp-Generatoren] … erzeugen eine Krümmung im Raum rund um das Schiff herum … eine sich bewegende Welle in der Struktur des Raums.“

Auch Stephen Baxters Roman Die letzte Arche beschreibt die Verwendung eines Warp-Antriebs. Die Protagonisten erzeugen dort mit mehreren Kilogramm Antimaterie ein winziges „Taschenuniversum“, das jedoch aus der Perspektive der Raumschiffbesatzung einen Durchmesser von mehreren hundert Metern hat.

## Theorien zur Machbarkeit eines überlichtschnellen Antriebs

### Raumzeit in der Relativitätstheorie
In der allgemeinen Relativitätstheorie wird die Gravitation auf geometrische Eigenschaften der Raumzeit zurückgeführt. Diese Eigenschaften werden durch die Einsteingleichungen beschrieben.
{\displaystyle R_{\mu \nu }-{\frac {1}{2}}g_{\mu \nu }R={\frac {8\pi G}{c^{4}}}T_{\mu \nu }}
Hierbei ist {\displaystyle G} die klassische Gravitationskonstante, {\displaystyle c} die Lichtgeschwindigkeit und {\displaystyle R_{\mu \nu }} der Ricci-Tensor. Weiterhin ist {\displaystyle R} der Krümmungsskalar und {\displaystyle g_{\mu \nu }} der metrische Tensor. Letzterer enthält die Metrik der Raumzeit und induziert ein Abstandsmaß. Die Quelle des Gravitationsfeldes ist der Energie-Impuls-Tensor {\displaystyle T_{\mu \nu }}.

### Die Theorie des Warp-Antriebs nach Alcubierre und van den Broeck

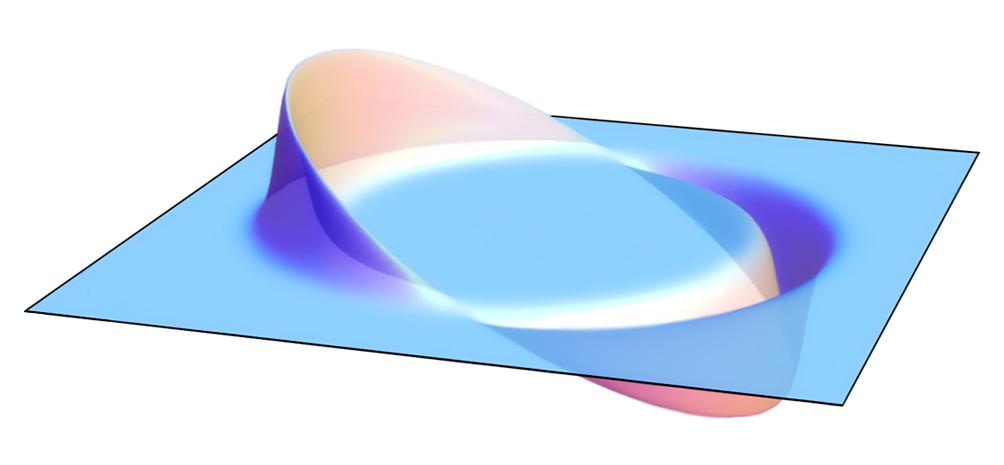
Veranschaulichung der Warp-Metrik nach Alcubierre

Ein Warp-Antrieb müsste das Raumzeitgebiet um ein Raumschiff herum derart verändern, dass der Abstand zwischen Start- und Zielpunkt verringert wird. Die Raumzeit müsste in Reiserichtung gestaucht und nach Passage des Schiffs wieder expandiert werden. Diese Veränderungen der Raumzeit durch Gravitationswellen müssten mit Überlichtgeschwindigkeit geschehen, und das Raumschiff würde in dieser „Warp-Blase“ mitreisen.
Theoretisch lässt sich dies durch die Definition eines bestimmten Energie-Impuls-Tensors beschreiben. Eine solche Beschreibung, die konsistent mit dem Formalismus der allgemeinen Relativitätstheorie ist, wurde erstmals 1994 von dem mexikanischen Physiker Miguel Alcubierre aufgestellt. Sie ist jedoch keine strenge Lösung der Einsteingleichungen, sondern wurde direkt mit den gewünschten Eigenschaften konstruiert. Um die Gleichungen zu erfüllen, wäre ein Treibstoff mit negativer Energiedichte erforderlich, welcher auch als exotische Materie bezeichnet wird.
Da das Alcubierre’sche Antriebskonzept etwa −1064 kg exotische Materie benötigen würde um ein kleines Raumschiff quer durch die Milchstraße zu transportieren, mehr als das sichtbare Universum insgesamt an normaler Materie besitzt, wurde es von dem niederländischen Physiker Chris van den Broeck dementsprechend verbessert. Dazu schloss er die Alcubierre'sche Warp-Blase um zwei weitere Blasen herum. Seine Berechnungen kamen zu dem Ergebnis, dass sich der Bedarf an exotischer Materie auf einige Sonnenmassen reduzieren würde. Die äußere Blase, also die eigentliche Alcubierre-Warp-Blase, würde dabei als sehr klein (R = 3 · 10−15 m) angesetzt. Die innerste Blase besäße dafür jedoch eine Oberfläche, die einer Blase von 200 m Durchmesser entspricht. Diese scheinbar paradoxe Diskrepanz soll durch eine vierdimensionale Geometrie ermöglicht werden. Die Materiedichte ist bei beiden Antrieben jedoch so hoch, wie sie im Universum kurz nach dem Urknall war.
Alcubierre und Van Den Broeck gingen von einer vorher ungekrümmten Raumzeit aus. Wäre die Raumzeit hingegen gekrümmt, so sollten nach Sergej Krasnikow bereits 10 kg exotischer Materie genügen, um solch ein System aus Warp-Blasen zu erzeugen. Krasnikov behauptet sogar, durch weitere Modifikation der Van-Den-Broeck-Metrik die notwendige Menge an exotischer Materie auf einige Milligramm reduziert zu haben.
Untersuchungen von Finazzi, Liberati und Barceló stellten die Stabilität einer Warp-Blase in Frage.
McMonigal, Lewis und O’Byrne von der University of Sydney kamen zu dem Ergebnis, dass beim Abbremsen eine für die Umgebung tödliche Strahlung entstünde.
Alexey Bobrick und Gianni Martire behaupten, dass im Prinzip eine Klasse von subluminalen, sphärisch symmetrischen Warp-Antriebsraumzeiten auf der Grundlage physikalischer Prinzipien konstruiert werden könne, die der Menschheit derzeit bekannt sind.

### Forschung der NASA: Breakthrough Propulsion Physics Project
Von 1996 bis 2002 finanzierte die NASA das Breakthrough Propulsion Physics Project zur Evaluierung exotischer Antriebskonzepte. Innerhalb dieses Projektes wurden auch verschiedene spekulative Konzepte des Warp-Antriebs beschrieben und mathematisch beziehungsweise über Computermodelle erforscht. 2008 stellte die NASA dieses Projekt endgültig ein, finanzierte jedoch weitere universitäre Grundlagenforschung.

### Forschung des Advanced Propulsion Laboratory
Zwei Forscher der Advanced Propulsion Laboratory bei Applied Physics erklärten in einer Studie, dass Warp-Antriebe, die das Tempo der Zeit innerhalb des Raumschiffs steuern und nur mit positiver Energie betrieben würden, möglich sein könnten. Sie liefern zudem ein weiteres Argument, weshalb überlichtschnelle Warp-Antriebe möglich sein müssten, und ordnen die Warp-Raumzeiten der Studie von Erik Lentz einer „neuen Klasse“ zu.

## Experimente
Im Nachgang des Breakthrough Propulsion Physics Project versuchte der NASA-Physiker Harold White, kleinste Krümmungen der Raumzeit im Labor zu messen, was jedoch nicht gelang.